# Койдокурское сельское поселение
Койдокурское сельское поселение — упразднённое муниципальное образование со статусом сельского поселения в Холмогорском районе Архангельской области (Россия). Административный центр в деревне Хомяковская.

## География
Находится на северо-западе Холмогорского района. Граничит с сельскими поселениями Кехотским, Холмогорским и Матигорским. На севере граничит с левым берегом Северной Двины и Приморским районом. В пределах поселения находится протока Койдокурка и остров Большой Койдокурский.
Через поселение проходит автобусный маршрут Архангельск—Новодвинск—Холмогоры.

## История
Образовано в 2006 году. Прежнее название — Койдокурский сельсовет.
10 февраля 1931 года вышло постановление ВЦИК, по которому в состав Холмогорского района вошли Нижне-Койдокурский и Верхне-Койдокурский сельсоветы упразднённого Архангельского района Северного края.

## Население
| 2010 | 2011 | 2012 | 2013 | 2014 | 2015 |
| ---- | ---- | ---- | ---- | ---- | ---- |
| 451  | →451 | ↘417 | ↘389 | ↘384 | ↗393 |
| 2016 | 2017 | 2018 | 2019 | 2020 | 2021 |
| ↘372 | ↘345 | ↘327 | ↘313 | ↘294 | ↗382 |

## Состав сельского поселения
| №  | Населённый пункт   | Тип населённого пункта          | Население |
| -- | ------------------ | ------------------------------- | --------- |
| 1  | Александровская    | деревня                         | ↘10       |
| 2  | Борковская         | деревня                         | →9        |
| 3  | Бурмачевская       | деревня                         | ↗96       |
| 4  | Варнавская         | деревня                         | ↗10       |
| 5  | Дублево            | деревня                         | ↘2        |
| 6  | Дурасовская 1-я    | деревня                         | ↗11       |
| 7  | Дурасовская 2-я    | деревня                         | ↗14       |
| 8  | Ельник             | деревня                         | →1        |
| 9  | Ивойловская        | деревня                         | ↘3        |
| 10 | Калитинская        | деревня                         | ↗160      |
| 11 | Кондратьевская     | деревня                         | ↘6        |
| 12 | Куст-Лындовская    | деревня                         | ↘1        |
| 13 | Нефедьево          | деревня                         | ↗4        |
| 14 | Новозатопляевская  | деревня                         | ↗6        |
| 15 | Одиночка           | деревня                         | →2        |
| 16 | Оладовская         | деревня                         | ↗112      |
| 17 | Петрушевская       | деревня                         | ↘4        |
| 18 | Пустошка           | деревня                         | ↗8        |
| 19 | Старозатопляевская | деревня                         | ↗12       |
| 20 | Усть-Лындовская    | деревня                         | ↗3        |
| 21 | Филимоновская      | деревня                         | ↗47       |
| 22 | Хомяковская        | деревня, административный центр | ↗80       |
| 23 | Чухарево           | деревня                         | →5        |